# Morotai
Morotai – wyspa w Indonezji na Oceanie Spokojnym, najdalej na północ wysunięta wyspa archipelagu Moluki; powierzchnia 2266,4 km²; długość linii brzegowej 223,7 km; ok. 40 tys. mieszkańców. Administracyjnie należy do prowincji Moluki Północne.
Społeczność Morotai posługuje się kilkoma językami, m.in. językiem galela spoza rodziny austronezyjskiej, który jest głównym językiem mieszkańców wyspy. Słabnie znaczenie języka tobelo. Poza galela i tobelo w użyciu są języki gorap i bugijski oraz ternate i sangir (na okolicznych wysepkach). Funkcję lingua franca pełni lokalny malajski.

## Geografia
Oddzielona cieśniną Morotai od Halmahery; powierzchnia górzysta, najwyższe wzniesienie 1250 m n.p.m.; porośnięta lasem równikowym. Uprawa ryżu, bananów, palmy kokosowej, sagowca; rybołówstwo; eksploatacja lasów. Główne miasto Pitu; w nim baza lotnicza. W miejscowości Bidoho leprozorium.

## Historia
W czasie II wojny światowej japońska baza lotnicza. Została zajęta przez wojska amerykańskie we wrześniu 1944 i używana jako punkt etapowy do alianckiej inwazji na Filipiny na początku 1945 i na Borneo w maju i czerwcu tego roku. Miała być bazą planowanej na październik inwazji na Jawę, ale ta została odwołana z powodu japońskiej kapitulacji.